# Gamasar
Gamasar är ett berg i Armenien.   Det ligger i provinsen Vajots Dzor, i den södra delen av landet, 90 kilometer sydost om huvudstaden Jerevan. Toppen på Gamasar är 2 341 meter över havet.
Terrängen runt Gamasar är kuperad åt sydväst, men åt nordost är den bergig. Närmaste större samhälle är Vayk', 10,6 kilometer nordost om Gamasar. 
Trakten runt Gamasar består i huvudsak av gräsmarker. Runt Gamasar är det ganska glesbefolkat, med 28 invånare per kvadratkilometer.